# Brunbröstad tinamo
Brunbröstad tinamo (Nothocercus julius) är en fågel i familjen tinamoer inom ordningen tinamofåglar.

## Utbredning
Fågeln förekommer i Anderna i centrala Colombia, västligaste Venezuela och södra Peru.

## Status
IUCN kategoriserar arten som livskraftig.

## Namn
Fågelns vetenskapliga namn hedrar Jules Pierre Verreaux (1808–1873), fransk samlare och handlare av specimen.